# Neolimonia huacapistanae
Neolimonia huacapistanae är en tvåvingeart som först beskrevs av Alexander 1941.  Neolimonia huacapistanae ingår i släktet Neolimonia och familjen småharkrankar.
Artens utbredningsområde är Peru. Inga underarter finns listade i Catalogue of Life.